# 8-as busz (Balassagyarmat)
A balassagyarmati 8-as jelzésű autóbusz az Autóbusz-állomás és a Kenessey Albert Kórház között közlekedik minden nap. A járatot a városi önkormányzat megrendelésére a Volánbusz üzemelteti.
A 8-as autóbusz a 7-es, 7A, 7B és 9-es buszokkal együtt alkotják a város tömegközlekedésének gerincét hétköznapokon, és tartják az óránkénti ütemes menetrendet.

## Útvonala
| Kenessey Albert Kórház felé | Autóbusz-állomás felé |
| --- | --- |
| Autóbusz-állomás – Mikszáth Kálmán út – Rákóczi fejedelem út – Arany János utca – Patvarci út – Veres Pálné utca – Május 1. utca – Nyírjesi út – Mártírok útja – Horváth Endre utca – Batthyány utca – Hétvezér utca – Ady Endre út – Kóvári út – Rákóczi fejedelem út – Civitas Fortissima tér – Rákóczi fejedelem út – Kenessey Albert Kórház | Kenessey Albert Kórház – Rákóczi fejedelem út – Civitas Fortissima tér – Rákóczi fejedelem út – Kóvári út – Ady Endre út – Hétvezér utca – Batthyány utca – Horváth Endre utca – Mártírok útja – Nyírjesi út – Május 1. utca – Veres Pálné utca – Patvarci út – Szontágh Pál utca – Rákóczi fejedelem út – Mikszáth Kálmán út – Autóbusz-állomás |

## Megállóhelyei
| 8 (Autóbusz-állomás – Kenessey Albert Kórház) |                        |          | | |
| Perc (↓)                                      | Megállóhely            | Perc (↑) | Megállóhelyet érintő járatok | Fontosabb létesítmények |
| 0                                             | Autóbusz-állomás       | 19       | 1A, 2C, 4, 6, 6A, 8, 8A, 9A, 9B, 3314 460 1010, 1011, 1012, 1013, 1306, 1308, 3080, 3081, 3305, 3312, 3313, 3315, 3322, 3336, 3340, 3342, 3343, 3344 | Balassagyarmat autóbusz-állomás Tesco áruház |
| 1                                             | Dózsa György út        | 18       | 1, 1A, 1C, 2, 4, 6, 6A, 7, 7A, 7B, 8, 8A, 9, 9A, 9B                                                                                                  | |
| 2                                             | Arany János utca 3.    | ∫        | 8, 8A, 8C, 9, 9A, 9B | |
| ∫                                             | Szontágh Pál utca 3.   | 17       | 5B, 8, 8A, 8C, 9, 9A, 9B | |
| 3                                             | Arany János utca 43.   | ∫        | 8, 8A, 8C, 9, 9A, 9B | |
| 4                                             | Veres Pálné utca 51.   | 16       | 5B, 8, 8A, 8C, 9, 9A, 9B | |
| 5                                             | Szabó Lőrinc iskola    | 15       | 3, 3B, 3C, 5B, 6, 7, 7A, 7D, 8, 8A, 8C, 9, 9A, 9B | Szabó Lőrinc Általános Iskola |
| 6                                             | Jeszenszky utca        | 14       | 3, 3B, 3C, 6, 7, 7A, 7D, 8, 8A, 8C, 9, 9A, 9B | |
| 7                                             | Nyírjesi úti óvoda     | 13       | 2, 2C, 3, 3C, 6, 7, 7B, 8, 9, 9A, 9B, 3314 | Játékvár Óvoda |
| 8                                             | Mártírok útja          | 12       | 2, 2C, 3, 3C, 6, 7, 7B, 8, 9, 9A, 9B, 3314 | |
| 9                                             | Erdőgazdaság           | 11       | 2, 2C, 3, 3C, 6, 6A, 7, 7B, 8, 9, 9A, 9B, 3314 | |
| 10                                            | Ruhagyár               | 10       | 2, 2C, 3, 3C, 6, 6A, 7, 7B, 8, 9, 9A, 9B, 3314 | An-Ro Ruha Kft. |
| 11                                            | Vak Bottyán utca       | 9        | 6, 6A, 7, 7B, 8, 9, 9A, 3314 | |
| 12                                            | Klapka György utca     | 8        | 6, 6A, 7, 7B, 8, 9, 9A, 9B, 3314 | |
| 13                                            | Kecskeliget            | 7        | 6, 6A, 7, 7B, 8, 9, 9A, 9B, 3314 | Kecskeliget, Salgótarjáni Szakképzési Centrum Mikszáth Kálmán Gimnáziuma, Szakgimnáziuma, Szakközépiskolája és Szakiskolája                                            |
| 14                                            | Madách liget           | 6        | 1C, 6, 6A, 7, 7B, 8, 9, 9A, 9B, 3314 | Lidl áruház, Madách liget (lakótelep) |
| 15                                            | Malom                  | 5        | 1C, 3, 3C, 4, 6, 6A, 7, 7B, 8, 9, 9A, 9B | |
| 16                                            | Civitas Fortissima tér | 4        | 1, 1C, 3B, 4, 6, 6A, 7, 7B, 7D, 8, 9, 9A, 9B, 3314                                                                                                   | Városháza, Vármegyeháza, Jánossy Képtár, Tornay Galéria, Balassagyarmati Törvényszék, Civitas Fortissima tér                                                           |
| 17                                            | Hunyadi utca           | 3        | 1, 1C, 2, 2C, 4, 6, 6A, 7, 7A, 7B, 8, 9, 9A, 9B, 3314                                                                                                | Mikszáth Kálmán Művelődési Központ, Salgótarjáni Szakképzési Centrum Szent-Györgyi Albert Gimnáziuma, Szakgimnáziuma és Szakközépiskolája, piac, Spar áruház, OTP Bank |
| 18                                            | Dózsa György út        | 2        | 1, 1A, 1C, 2, 4, 6, 6A, 7, 7A, 7B, 8, 8A, 9, 9A, 9B                                                                                                  | |
| 19                                            | Rákóczi út 98.         | 1        | 1, 1A, 1C, 2, 4, 6, 6A, 7, 7A, 7B, 8, 8A, 9, 9A, 9B                                                                                                  | Nyitnikék Óvoda |
| 20                                            | Kenessey Albert Kórház | 0        | 1, 1A, 1C, 2, 4, 5B, 6, 6A, 7, 7A, 7B, 8, 8C, 9, 9B                                                                                                  | Dr. Kenessey Albert Kórház-Rendelőintézet |

## Külső hivatkozások
- A Nógrád Volán weboldala. [2014. december 30-i dátummal az eredetiből archiválva].
- Valósidejű utastájékoztatás. Nógrád Volán. [2018. augusztus 21-i dátummal az eredetiből archiválva]. (Hozzáférés: 2016. november 6.)